# Mechanicsville (Maryland)
Mechanicsville est une census-designated place située dans le comté de Saint Mary, dans l’État du Maryland, aux États-Unis. Lors du recensement de 2020, elle comptait 1 673 habitants.